# خافيير غالفان
خافيير غالفان (بالإسبانية: Javier Galván)‏ هو سياسي مكسيكي، ولد في 9 أغسطس 1966 في ولاية خاليسكو في المكسيك. نشط حزبياً في الحزب الثوري المؤسساتي. وقد انتخب عضو مجلس النواب المكسيك.